# Metopium
Metopium  es un género de plantas con seis especies,  perteneciente a la familia de las anacardiáceas.

## Taxonomía
El género fue descrito por Patrick Browne y publicado en The Civil and Natural History of Jamaica in Three Parts 177–178, pl. 13, f. 3. 1756. La especie tipo es: Metopium brownei

## Especies
| - Metopium brownei - Metopium gentlei - Metopium linnaei - Metopium metopium - Metopium toxiferum - Metopium venosum |